# باب لند
باب لند (انگلیسی: Bob Lind؛ زادهٔ ۲۵ نوامبر ۱۹۴۲) یک موسیقی‌دان اهل ایالات متحده آمریکا است. وی از سال ۱۹۶۵ میلادی تاکنون مشغول فعالیت بوده‌است.